# Санту-Андре (футбольный клуб)
«Са́нту-Андре́» (порт. Esporte Clube Santo André) — бразильский футбольный клуб из города Санту-Андре, штат Сан-Паулу. В 2004 году, будучи представителем Серии B, клуб сумел выиграть Кубок Бразилии. В 2022 году выступал в бразильской Серии D.

## История
Клуб был основан людьми, желавшими, чтобы их город был представлен в профессиональном футболе. Учредительное заседание совета директоров клуба состоялось 4 октября 1967 года под руководством первого Президента команды Ньютона Брандао.
Первый официальный матч команда провела 8 апреля 1968 года. Это был товарищеский матч против титана бразильского футбола «Сантоса». Пеле в тот день не играл за гостей, зато наблюдал за матчем и участвовал в торжественной церемонии. «Санту-Андре» победил со счётом 2:1.
В 2004 году «Санту-Андре» завоевал свой первый общенациональный титул. В финале Кубка Бразилии «Рамальяо» обыграл «Фламенго» и получил право на участие в розыгрыше Кубка Либертадорес следующего года.
По итогам чемпионата Серии B 2008 года, «Санту-Андре» добился права выступать в 2009 году в Серии A чемпионата Бразилии. Спустя год вернулся в Серию B, а затем опустился и в Серию C. В 2013 году выступал в Серии D. После восьмилетнего перерыва в 2021 году вновь выступил в Серии D.

### Кампания Кубка Бразилии 2004
- 1/32 финала

«Нову-Оризонти» (Ипамери) — «Санту-Андре» — 0:5
- 1/16 финала

«Санту-Андре» — «Атлетико Минейро» — 3:0; 0:2
- 1/8 финала

«Гуарани» (Кампинас) — «Санту-Андре» — 1:1; 0:0
- Четвертьфинал

«Санту-Андре» — «Палмейрас» — 3:3; 4:4
- Полуфинал

«Санту-Андре» — 15 Ноября — 3:4; 3:1
- Финал

«Санту-Андре» — «Фламенго» — 2:2; 2:0

## Стадион
«Санту-Андре» выступает на стадионе «Бруно Жозе Даниэл», открытом в 1969 году. Максимальная вместимость — 18 тысяч зрителей.

## Талисман
Талисманом клуба является Ramalhão (Большой Рамальо), в честь Жуана Рамальо, который основал город Санту-Андре в 1553 году.

## Достижения
- Чемпион штата Сан-Паулу во втором дивизионе (2): 1975, 1981
- Чемпион Кубка Бразилии (1): 2004
- Победитель Молодёжный Кубка Сан-Паулу (1): 2003